# Бити
Бѝти (на италиански: Bitti; на сардински: Bìtzi, Бици) е малко градче и община в Южна Италия, провинция Каляри, автономен регион и остров Сардиния. Разположено е на 549 m надморска височина. Населението на общината е 3015 души (към 2012 г.).